# Ascospora

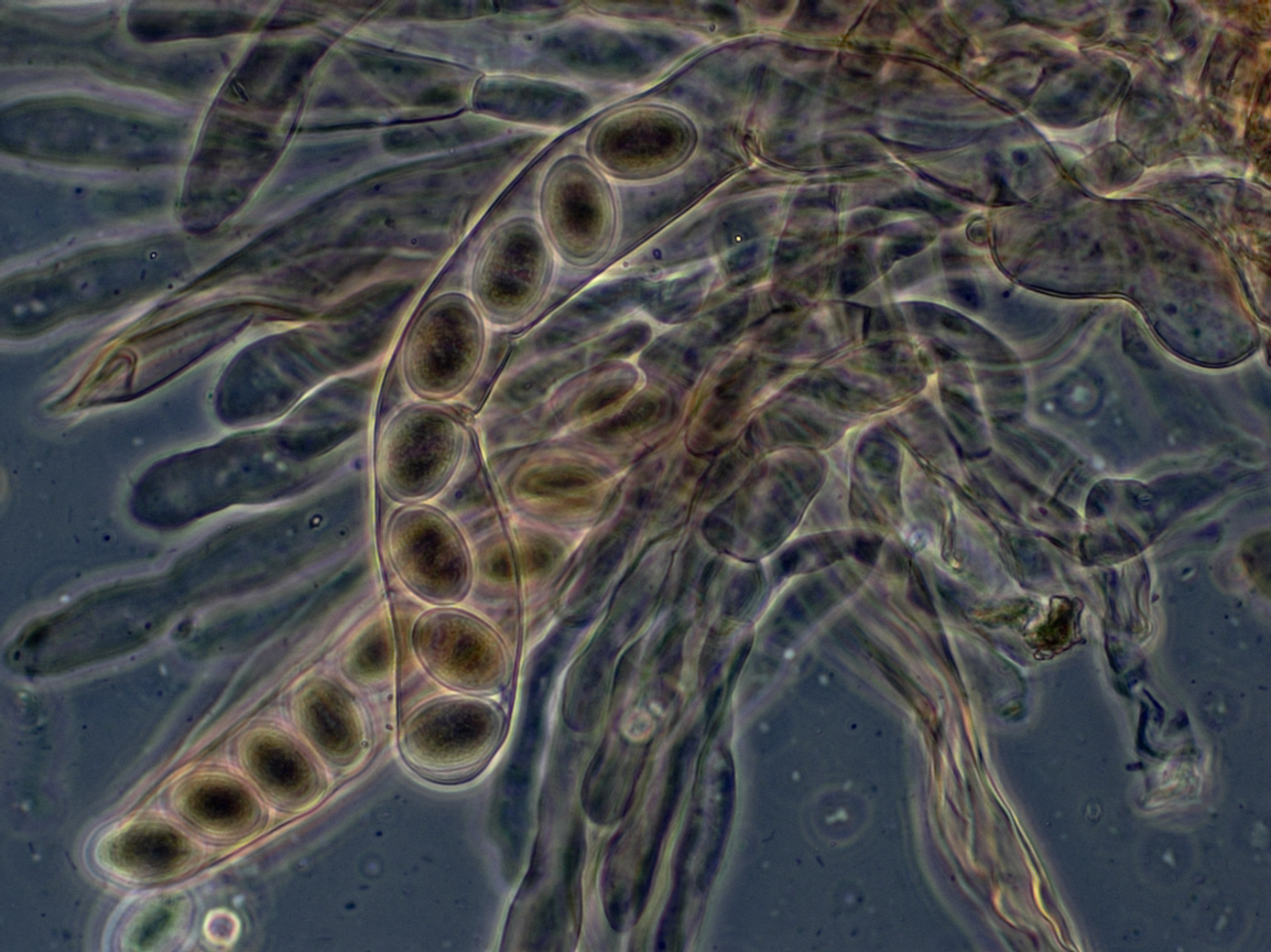
Morchella elata, conteniendo ascosporas.

En los hongos superiores, las esporas características del esporófito tienen un desarrollo asociado a la meiosis, que puede ser construido de manera endógena, como es el caso de las ascosporas; ascospora es una espora (meiospora) contenida en un asca. Las ascas pueden estar presentes dentro de un cuerpo fructífero (ascoma o ascocarpo) o bien estar libres. Los ascocarpos se pueden clasificar en cleistotecios (ascocarpos cerrados); peritecios (abiertos por un ostiolo); apotecios (abiertos en forma de copa) o también se pueden encontrar en cavidades dentro de un estroma que es carente de una verdadera pared celular (ascostroma y pseudotecio) Esta clase de espora es específica de los hongos clasificados como ascomycetes (Ascomycota).  
Típicamente un asca contiene ocho ascosporas. Las ocho esporas son producidas por la combinación de una división reductora (meiosis), seguida por una división normal (mitosis). La meiosis transforma el núcleo diploide original del cigoto, con carga genética 2n, en cuatro células haploides con carga genética n.
Como consecuencia de la meiosis, todo el ADN de ambos sistemas se duplica, para hacer un total de cuatro sistemas. El núcleo que contiene los cuatro sistemas se divide en dos etapas, separándose en cuatro nuevos núcleos. Después de este proceso, cada uno de los cuatro duplicados experimenta una división por mitosis. Consecuentemente, el asca contendrá cuatro pares de esporas.
Las ascoporas generalmente tienen un tamaño de pocas micras, que estas son dispersadas en el agua, aire o algún otro medio de propagación. La forma de las ascosporas es muy variable y tiene un papel fundamental para la identificación de especies de hongos.